# Kressbronn no Lago de Constança
Kressbronn no Lago de Constança (em alemão:  Kressbronn am Bodensee) é um município da Alemanha, no distrito do Lago de Constança, na região administrativa de Tubinga, estado de Baden-Württemberg.